# María Francisca Lacroix
María Francisca Lacroix (24 de marzo de 1753-Valenciennes, 23 de octubre de 1794), en francés: Marie-Françoise Lacroix, también conocida por su nombre secular Marie-Lievin, fue una religiosa católica brigidina, martirizada durante la Revolución francesa y venerada como beata en la Iglesia católica.
María Francisca Lacroix ingresó a la Orden del Santísimo Salvador de Santa Brígida en Valenciennes. Luego de la expulsión de las monjas por las autoridades francesas en 1792, hasta que la ciudad fue tomada por el ejército austriaco, permaneció escondida. Mientras tanto fue acogida, junto a una de sus hermanas de comunidad, Ana María Erraux, por las Ursulinas, razón por la cual, por mucho tiempo, se creyó que también ellas eran ursulinas. Cuando se presentó la restauración de las fuerzas revolucionarias en agosto de 1794 fue detenida y condenada a muerte, en la guillotina, por el tribunal revolucionario el 23 de octubre de ese mismo año. Se dice que antes de la ejecución perdonó a sus verdugos.
La diócesis de Cabrai inició el proceso de canonización de los mártires de Valenciennes el 15 de noviembre de 1900. El decreto de no culto fue anunciado el 27 de noviembre de 1907, y el decreto de martirio el 6 de julio de 1919. La ceremonia de beatificación fue celebrada el 13 de junio de 1920 por el papa Benedicto XV. Su fiesta se celebra el 23 de octubre.